# قائمة نباتات منطقة سيرادو في البرازيل
هذه هي قائمة النباتات التي تنمو في البرية في سيرادو في البرازيل. ويجري في الوقت الراهن من إضافات على هذه القائمة.

## الفصيلةالأقنتية
- شخض[1]
- شخض رفيع الأوراق كريستيان غوتفرايد فون دانيال نيس إيزنبيك
- شخض بورشالي وليام فيليب هيرن
- شخض ضفافي كريستيان غوتفرايد فون دانيال نيس إيزنبيك)
- شخض ذهبي جورج بنتام[2]
- تونبرغية جناحية جون سيمس[3]
- تونبرغية غارية الأوراق جون لندلي
- Anisacanthus trilobus غوستاف لينداو
- Dicliptera mucronifolia كريستيان غوتفرايد فون دانيال نيس إيزنبيك
- Dicliptera sericea كريستيان غوتفرايد فون دانيال نيس إيزنبيك
- Geissomeria ciliata Rizzini
- Geissomeria dawsonii إميري كلارنس ليونارد
- Geissomeria longiflora Salzm. ex كريستيان غوتفرايد فون دانيال نيس إيزنبيك (= Geissomeria macrophylla كريستيان غوتفرايد فون دانيال نيس إيزنبيك)
- Geissomeria schottiana كريستيان غوتفرايد فون دانيال نيس إيزنبيك
- إلف الرطوبة costata Sinning
- Jacobinia macedoana Rizzini ضرب (تصنيف) elegans Rizzini
- Justicia chrysotrichoma يوهان بابتيست إمانويل بوهل ex (كريستيان غوتفرايد فون دانيال نيس إيزنبيك)
- Justicia cynea إميري كلارنس ليونارد
- Justicia genistiformis كريستيان غوتفرايد فون دانيال نيس إيزنبيك
- Justicia irwinii Wassh.
- Justicia lanstyakii Rizzini
- Justicia nodicaulis يوهان بابتيست إمانويل بوهل ex كريستيان غوتفرايد فون دانيال نيس إيزنبيك
- Justicia pycnophylla غوستاف لينداو
- Justicia sarithroides غوستاف لينداو
- Justicia serrana C.Kameyama
- Justicia tocantina كريستيان غوتفرايد فون دانيال نيس إيزنبيك ضرب (تصنيف) longispicus Rizzini (= Chaetothylax tocantinus, Justicia tocantinus)
- Justicia warmingii وليام فيليب هيرن
- Lepidagathis alopecuroides روبرت براون (توضيح) ex أوغست غريسباخ
- Lophostachys cyanea إميري كلارنس ليونارد
- Lophostachys falcata كريستيان غوتفرايد فون دانيال نيس إيزنبيك
- Lophostachys floribunda يوهان بابتيست إمانويل بوهل (= Lepidagathis floribunda (يوهان بابتيست إمانويل بوهل) C.Kameyama)
- Lophostachys laxiflora كريستيان غوتفرايد فون دانيال نيس إيزنبيك
- Lophostachys montana كارل فريدريش فيليب فون مرتيوس ex كريستيان غوتفرايد فون دانيال نيس إيزنبيك
- Lophostachys sessiliflora يوهان بابتيست إمانويل بوهل
- Lophostachys villosa يوهان بابتيست إمانويل بوهل
- Mendoncia puberula كريستيان غوتفرايد فون دانيال نيس إيزنبيك
- Mendoncia velloziana كريستيان غوتفرايد فون دانيال نيس إيزنبيك
- Mendoncia mollis غوستاف لينداو
- Poikilacanthus oncodes غوستاف لينداو
- قصيف acutangula كريستيان غوتفرايد فون دانيال نيس إيزنبيك ex كارل فريدريش فيليب فون مرتيوس
- Ruellia amoena كريستيان غوتفرايد فون دانيال نيس إيزنبيك
- قصيف مارتن سيسه ي لاكاستا et خوسيه ماريانو موسينو
- Ruellia angustior (كريستيان غوتفرايد فون دانيال نيس إيزنبيك) غوستاف لينداو
- Ruellia asperula جورج بنتام et جوزيف دالتون هوكر
- Ruellia brevicaulis جون غيلبرت بيكر
- Ruellia capitata ديفيد دون
- Ruellia (Scorodoxylum) costata (كريستيان غوتفرايد فون دانيال نيس إيزنبيك) وليام فيليب هيرن ضرب (تصنيف) latifolium كريستيان غوتفرايد فون دانيال نيس إيزنبيك
- Ruellia (Scorodoxylum) costata (كريستيان غوتفرايد فون دانيال نيس إيزنبيك) وليام فيليب هيرن ضرب (تصنيف) salicifolium كريستيان غوتفرايد فون دانيال نيس إيزنبيك
- Ruellia densa وليام فيليب هيرن
- Ruellia diffusa جون فوربس رويل ex كريستيان غوتفرايد فون دانيال نيس إيزنبيك
- Ruellia dissitifolia وليام فيليب هيرن
- Ruellia eriocalyx Glaz.
- Ruellia eurycodon غوستاف لينداو
- Ruellia flava وليام ركسبورغ
- Ruellia formosa Andrews
- Ruellia geminiflora كارل سيغيسموند كونث
- Ruellia glanduloso-punctata غوستاف لينداو
- Ruellia hapalotricha غوستاف لينداو
- Ruellia helianthemum (كريستيان غوتفرايد فون دانيال نيس إيزنبيك) غوستاف لينداو
- Ruellia humilis يوهان بابتيست إمانويل بوهل ex كريستيان غوتفرايد فون دانيال نيس إيزنبيك
- Ruellia hypericoides غوستاف لينداو
- Ruellia incomta غوستاف لينداو
- Ruellia macrantha كارل فريدريش فيليب فون مرتيوس ex كريستيان غوتفرايد فون دانيال نيس إيزنبيك
- Ruellia menthoides وليام فيليب هيرن
- Ruellia neesiana غوستاف لينداو
- Ruellia (Dipteracanthus) nitens (كريستيان غوتفرايد فون دانيال نيس إيزنبيك) Wassh.
- Ruellia (Dipteracanthus) pohlii كريستيان غوتفرايد فون دانيال نيس إيزنبيك
- Ruellia puri كارل فريدريش فيليب فون مرتيوس ex كريستيان غوتفرايد فون دانيال نيس إيزنبيك
- Ruellia rasa وليام فيليب هيرن
- Ruellia rufipila Rizzini
- Ruellia stenandrium يوهان بابتيست إمانويل بوهل ex كريستيان غوتفرايد فون دانيال نيس إيزنبيك
- Ruellia tomentosa ناثانيال واليش
- Ruellia trachyphylla غوستاف لينداو
- Ruellia trivialis Blanch. ex كريستيان غوتفرايد فون دانيال نيس إيزنبيك
- Ruellia verbaciformis كريستيان غوتفرايد فون دانيال نيس إيزنبيك
- Ruellia villosa غوستاف لينداو
- Ruellia vindex كارل فريدريش فيليب فون مرتيوس ex كريستيان غوتفرايد فون دانيال نيس إيزنبيك
- Staurogyne elegans أوتو كونتزه
- Staurogyne hirsuta أوتو كونتزه
- Staurogyne minarum أوتو كونتزه
- ذات الخصلة الهلبية hirsutum كريستيان غوتفرايد فون دانيال نيس إيزنبيك
- Stenandrium pohlii كريستيان غوتفرايد فون دانيال نيس إيزنبيك

## الفصيلةالمزمارية
- سيف الأمازون البوليفي (Rusby) Holm-Niels.
- سيف الأمازون كبير الأزهار (أدلبرت فون كاميسو et ديدريش فون شلكتندال) Micheli ssp. grandiflorus (=Echinodorus pubescens Seub. ex يوجينيوس وارمينغ)
- سيف الأمازون كبير الأزهار (أدلبرت فون كاميسو & ديدريش فون شلكتندال) Micheli ssp. aureus (Fasset.) Haynes et Holm-Niels.
- سيف الأمازون الغريسباخي جون كونكل سمول
- Echinodorus guyanensis أوغست غريسباخ (=Sagittaria guyanensis كارل سيغيسموند كونث)
- Echinodorus longipetalus Micheli
- سيف الأمازون كبير الأوراق (كارل سيغيسموند كونث.) Micheli ssp. scaber (Rataj.) فريدريش هاين جوتلوب et Holm-Niels.
- Echinodorus martii Micheli
- Echinodorus paniculatus Micheli
- Echinodorus alatus (كارل فريدريش فيليب فون مرتيوس) أوغست غريسباخ ssp. alatus
- Echinodorus alatus (كارل فريدريش فيليب فون مرتيوس) أوغست غريسباخ ssp. andrieuxii (ويليام هوكر & جورج آرنوت ووكر-آرنوت) فريدريش هاين جوتلوب & Holm-Niels.
- إكيندوروس تينليس Buchen. (=Alisma tenellum كارل فريدريش فيليب فون مرتيوس)
- سيف الأمازون الغلالي جون كونكل سمول
- أوتليا برازيلية ولهلم غرهارد والبرس
- سهم الماء الغوياني كارل سيغيسموند كونث
- Sagittaria lagoensis Seub. et يوجينيوس وارمينغ
- Sagittaria planitiana G.Agostini
- Sagittaria rhombifolia أدلبرت فون كاميسو

## ألستروميرياسيات
- أليستروميريا brasiliensis كورت سبرنغل
- Alstroemeria burchelii جون غيلبرت بيكر
- Alstroemeria caryophyllacea نيكولاس جوزيف فون جاكوين
- Alstroemeria cunea خوسيه ماريانو دي كونسيساو فيلوزو
- Alstroemeria foliosa كارل فريدريش فيليب فون مرتيوس
- Alstroemeria gardneri جون غيلبرت بيكر
- Alstroemeria plantaginea كارل فريدريش فيليب فون مرتيوس
- Alstroemeria psittacina يوهان غورغ كريستيان ليهمان
- Alstroemeria pulchella كارولوس لينيوس الابن
- Alstroemeria scarlatina بيار فيليس رافينا
- Alstroemeria stenocephala أوغست شينك
- Alstroemeria viridiflora يوجينيوس وارمينغ
- Alstroemeria zamioides جون غيلبرت بيكر

## الفصيلةالقطيفية

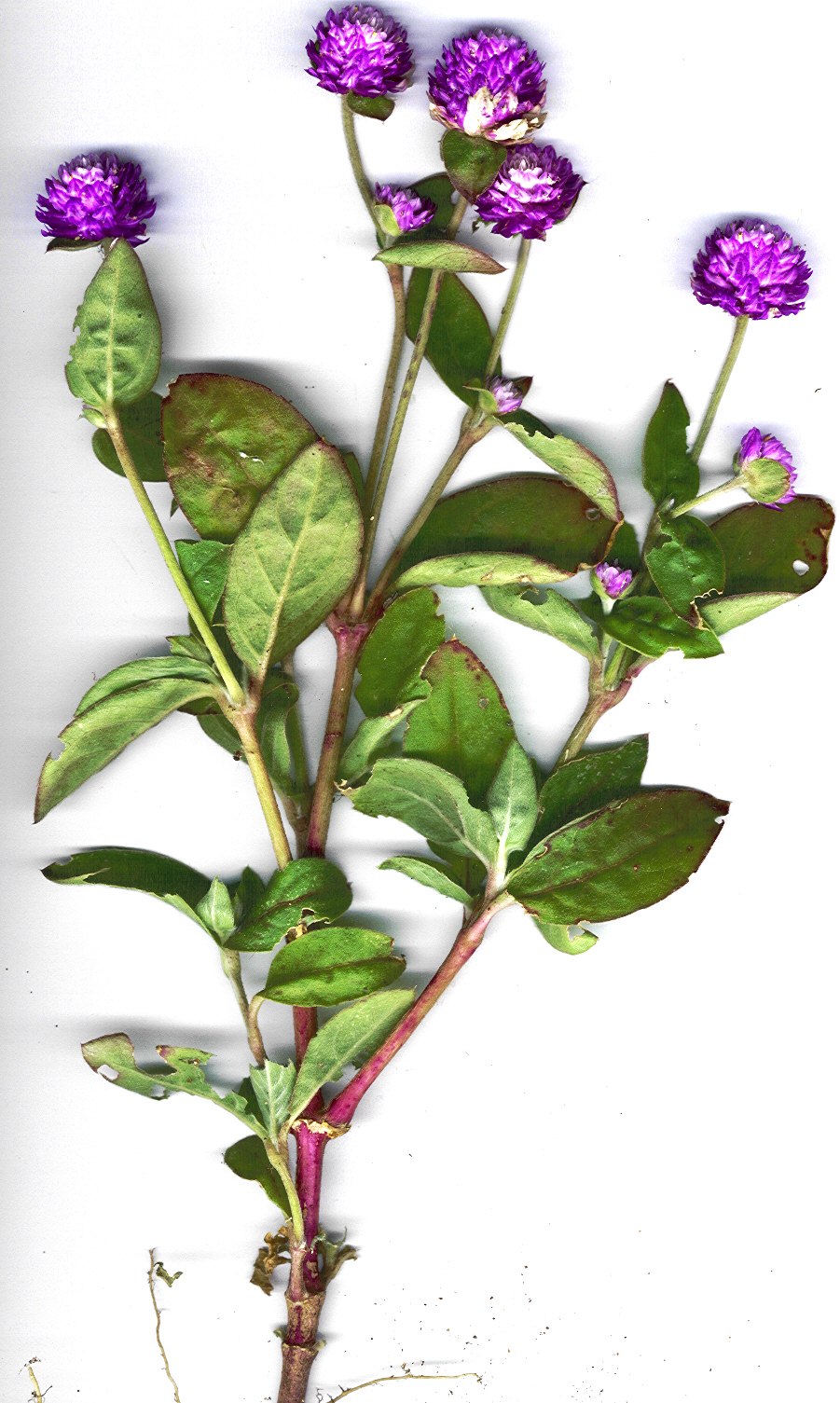
دم العاشق, from Hawaiian Ecosystems at Risk project

- نمول نمول برازيلي (كارولوس لينيوس) أوتو كونتزه
- نمول برازيلي (كارولوس لينيوس) أوتو كونتزه ضرب (تصنيف) moquinii (Webb. ex ألفرد موكن تاندون) Uline
- نمول برازيلي (كارولوس لينيوس) أوتو كونتزه ضرب (تصنيف) villosa (ألفرد موكن تاندون) أوتو كونتزه
- Alternanthera martii (ألفرد موكن تاندون) R.E.Fries
- Alternanthera tenella Collad.
- قطيفة (نبات) flavus كارولوس لينيوس
- قطيفة مذنبة Walf. (=Amaranthus caudatus كارولوس لينيوس)
- Chamissoa acuminata كارل فريدريش فيليب فون مرتيوس
- Chamissoa altissima كارل سيغيسموند كونث
- Chamissoa maximiliani كارل فريدريش فيليب فون مرتيوس ex ألفرد موكن تاندون
- Froelichiella grisea (Lopr.) روبرت إلياس فرايز
- مخلدة agrestis كارل فريدريش فيليب فون مرتيوس
- Gomphrena aphylla يوهان بابتيست إمانويل بوهل ex ألفرد موكن تاندون (=Gomphrena equisetiformis روبرت إلياس فرايز)
- Gomphrena celosioides كارل فريدريش فيليب فون مرتيوس
- Gomphrena claussenii ألفرد موكن تاندون
- Gomphrena decipiens Seub.
- Gomphrena desertorum كارل فريدريش فيليب فون مرتيوس
- Gomphrena glabrata ألفرد موكن تاندون (=Pfaffia glabrata كارل فريدريش فيليب فون مرتيوس)
- دم العاشق كارولوس لينيوس
- Gomphrena graminea ألفرد موكن تاندون
- Gomphrena hermogenesii J.C. de Siqueira
- Gomphrena lanigera يوهان بابتيست إمانويل بوهل ex ألفرد موكن تاندون (=Gomphrena scapigera كارل فريدريش فيليب فون مرتيوس ضرب (تصنيف) lanigera (يوهان بابتيست إمانويل بوهل ex ألفرد موكن تاندون) Stuchlik)
- Gomphrena macrorhisa كارل فريدريش فيليب فون مرتيوس
- Gomphrena matogrossensis Suesseng.
- Gomphrena moquini Seub.
- Gomphrena officinalis كارل فريدريش فيليب فون مرتيوس (=G. arborescens كارولوس لينيوس الابن, or G. macrocephala أوغسطين سان-هيلير)
- Gomphrena pohlii ألفرد موكن تاندون
- Gomphrena prostrata كارل فريدريش فيليب فون مرتيوس
- Gomphrena rudis ألفرد موكن تاندون
- Gomphrena scapigera كارل فريدريش فيليب فون مرتيوس
- Gomphrena vaga كارل فريدريش فيليب فون مرتيوس
- Gomphrena velutina ألفرد موكن تاندون
- Gomphrena virgata كارل فريدريش فيليب فون مرتيوس
- Pfaffia cinera (ألفرد موكن تاندون) أوتو كونتزه
- Pfaffia denutata (ألفرد موكن تاندون) أوتو كونتزه
- Pfaffia glomerata (كورت سبرنغل) Pedersen
- Pfaffia gnaphaloides (كارولوس لينيوس f.) كارل فريدريش فيليب فون مرتيوس
- Pfaffia helichrysoides (ألفرد موكن تاندون) أوتو كونتزه
- Pfaffia jubata كارل فريدريش فيليب فون مرتيوس (=Gomphrena jubata ألفرد موكن تاندون)
- Pfaffia paniculata (كارل فريدريش فيليب فون مرتيوس) أوتو كونتزه
- Pfaffia sericantha (كارل فريدريش فيليب فون مرتيوس) T.M.Pedersen
- Pfaffia sericea (كورت سبرنغل) كارل فريدريش فيليب فون مرتيوس
- Pfaffia townsendii Pedersen
- Pfaffia tuberosa (كورت سبرنغل) Hick.
- Pfaffia velutina كارل فريدريش فيليب فون مرتيوس
- Xerosiphon aphyllus (يوهان بابتيست إمانويل بوهل ex ألفرد موكن تاندون) Pedersen

## الفصيلةالنرجسية
- أمارلس heringerii بيار فيليس رافينا
- سرف virgineum كارل فريدريش فيليب فون مرتيوس
- ذولف liboriana شارل أنطوان لومير
- Habranthus robustus Herb.
- نجمة الفارس الأميرية (جون بيلندن كير غاولر) Herb.
- نجمة الفارس المقنعة Herb. (=Amaryllis unguiculata كارل فريدريش فيليب فون مرتيوس)
- نجمة الفارس الغايانية أوتو كونتزه
- نجمة الفارس الغوياسية بيار فيليس رافينا (=Amaryllis goiana بيار فيليس رافينا)
- نجمة الفارس الببغائية Herb. (=Amaryllis psittacina جون بيلندن كير غاولر)
- نجمة الفارس القرمزية (جان باتيست لامارك) أوتو كونتزه
- Hippeastrum solandriferum Herb.
- زفير (نبات) franciscana Herb. ex جون غيلبرت بيكر

## الفصيلةالبلاذرية
- بلاذر corymbosum B. Rod.
- بلاذر منخفض أوغسطين سان-هيلير

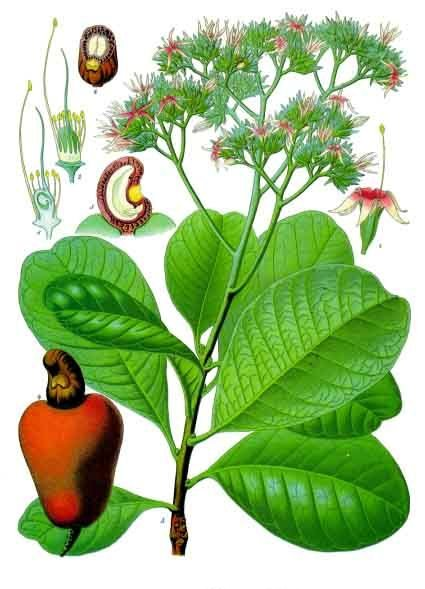
كاجو, from Koehler's Medicinal-Plants (1887)

- Anacardium nanum أوغسطين سان-هيلير
- كاجو كارولوس لينيوس (=Anacardium curatellifolium أوغسطين سان-هيلير)
- بلاذر أوثوني Rizzini
- Astronium fraxinifolium هنريش فيلهلم شوت
- Astronium gracile هاينريش غوستاف أدولف إنغلر
- Astronium graveolens نيكولاس جوزيف فون جاكوين
- Astronium nelson-rosae Santin
- Astronium ulei Mattick
- Lithraea molleoides (خوسيه ماريانو دي كونسيساو فيلوزو) هاينريش غوستاف أدولف إنغلر
- Myracrodruon urundeuva M.Allemão (=Astronium urundeuva هاينريش غوستاف أدولف إنغلر)
- فلفل عريض الأوراق Raddi
- فلفل عريض الأوراق Raddi var. pohlianus هاينريش غوستاف أدولف إنغلر
- برقوق البر mombin كارولوس لينيوس
- برقوق اسبانيا  [لغات أخرى]‏ كارولوس لينيوس
- Tapirira guianensis جان بابتيست كريستوفر فوسيه أوبليه
- Tapirira marchandii هاينريش غوستاف أدولف إنغلر
- Tapirira obtusa (جورج بنتام) J.D.Mitchell

## قشطية

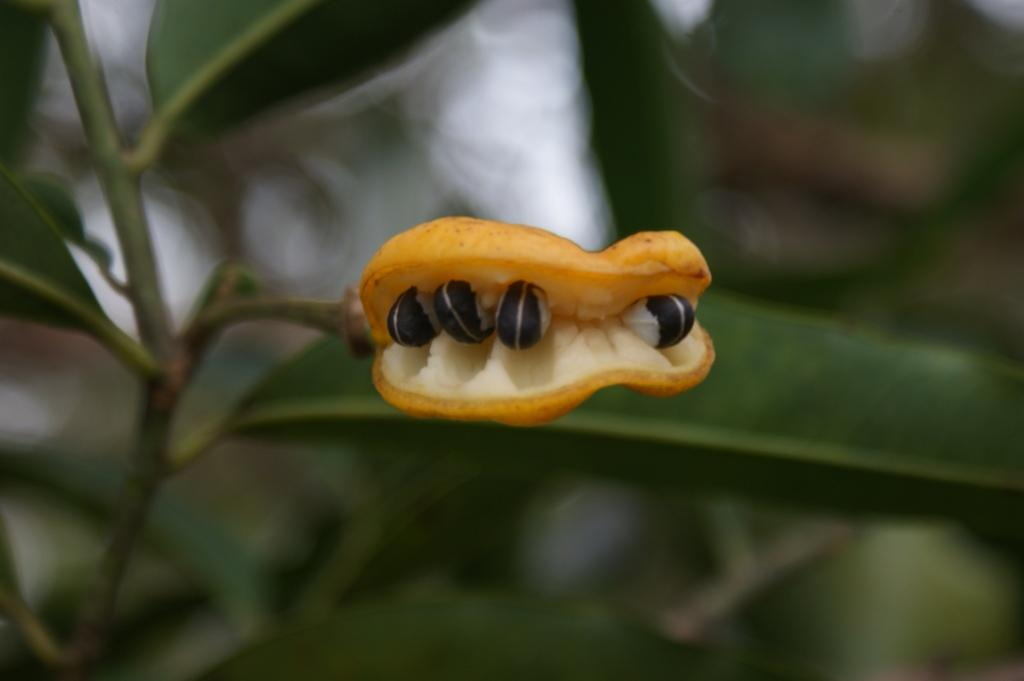
Fruit of Cardiopetalum calophyllum

- قشطة (نبات) cacans يوجينيوس وارمينغ
- Annona campestris روبرت إلياس فرايز
- Annona coriacea كارل فريدريش فيليب فون مرتيوس
- Annona cornifolia أوغسطين سان-هيلير
- مارولو كارل فريدريش فيليب فون مرتيوس
- Annona crotonifolia كارل فريدريش فيليب فون مرتيوس
- Annona dioica أوغسطين سان-هيلير
- Annona malmeana روبرت إلياس فرايز
- Annona montana جيمس ماكفادين
- Annona monticola كارل فريدريش فيليب فون مرتيوس
- قشطة شائكة كارولوس لينيوس
- Annona pygmaea ويليام بارترام
- القشطة الهندي كارولوس لينيوس
- Annona tomentosa روبرت إلياس فرايز
- Bocageopsis mattogrosensis روبرت إلياس فرايز
- Cardiopetalum calophyllum ديدريش فون شلكتندال
- Duguetia echinophora روبرت إلياس فرايز
- Duguetia furfuracea (أوغسطين سان-هيلير) جورج بنتام & ويليام هوكر
- Duguetia lanceolata أوغسطين سان-هيلير
- Duguetia marcgraviana كارل فريدريش فيليب فون مرتيوس
- Ephedranthus parviflorus سبنسر لي مارشنت مور
- Guatteria ferruginea أوغسطين سان-هيلير
- Guatteria nigrescens كارل فريدريش فيليب فون مرتيوس
- Guatteria parvifolia روبرت إلياس فرايز
- Guatteria pohliana ديدريش فون شلكتندال ex كارل فريدريش فيليب فون مرتيوس
- Guatteria rupestris Mello-Silva et Pirani
- Guatteria sellowiana ديدريش فون شلكتندال
- Guatteria silvatica روبرت إلياس فرايز
- Guatteria villosissima أوغسطين سان-هيلير
- Oxandra reticulata Maas
- Rollinia emarginata ديدريش فون شلكتندال
- Rollinia deliciosa أوغستان بيرام دو كندول
- Rollinia dolabripetala أوغسطين سان-هيلير
- Rollinia laurifolia ديدريش فون شلكتندال
- Rollinia mucosa هنري ارنست بيون
- Rollinia sericea روبرت إلياس فرايز
- Rollinia sylvatica (أوغسطين سان-هيلير) كارل فريدريش فيليب فون مرتيوس
- Unonopsis guatterioides (أوغستان بيرام دو كندول) روبرت إلياس فرايز
- Unonopsis lindmanii روبرت إلياس فرايز
- Uvaria macrocarpa يوجينيوس وارمينغ
- وات aromatica (جان باتيست لامارك) كارل فريدريش فيليب فون مرتيوس
- Xylopia brasiliensis كورت سبرنغل
- Xylopia emarginata كارل فريدريش فيليب فون مرتيوس
- وات جان بابتيست كريستوفر فوسيه أوبليه
- Xylopia grandiflora أوغسطين سان-هيلير
- Xylopia sericea أوغسطين سان-هيلير

## الفصيلةالدفلية
- ألمندة angustifolia يوهان بابتيست إمانويل بوهل
- Allamanda puberula var. glabrata يوهانس مولر أرغوفيانس
- Aspidosperma cylindrocarpon يوهانس مولر أرغوفيانس
- Aspidosperma dasycarpon ألفونس بيرام دو كندول
- Aspidosperma macrocarpon كارل فريدريش فيليب فون مرتيوس
- Aspidosperma parvifolium ألفونس بيرام دو كندول
- Aspidosperma subincanum كارل فريدريش فيليب فون مرتيوس
- Aspidosperma tomentosum كارل فريدريش فيليب فون مرتيوس
- Hancornia speciosa غوميش  [لغات أخرى]‏
- Himatanthus obovatus (يوهانس مولر أرغوفيانس) Woodson

## بهشية

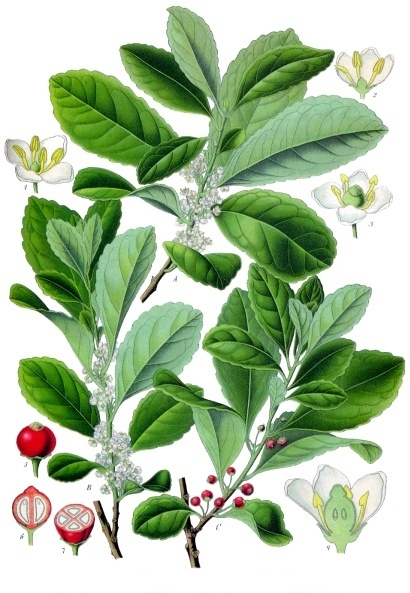
بهشية براغوانية, from Koehler's Medicinal-Plants (1887)

- بهشية بهشية برازيلية (كورت سبرنغل) Loes.
- بهشية كرزية الأوراق Reissek
- بهشية مخروطية الثمار Reissek
- بهشية براغوانية أوغسطين سان-هيلير

## الفصيلةالأرالية
- شفلرية macrocarpum (أدلبرت فون كاميسو et ديدريش فون شلكتندال) بيرثولد كارل سيمان
- Didymopanax morototoni (جان بابتيست كريستوفر فوسيه أوبليه) جوزيف دوكين
- Didymopanax vinosum إلي مارشال

## الفصيلةالنخلية
- Acrocomia aculeata (نيكولاس جوزيف فون جاكوين) Lodd. ex كارل فريدريش فيليب فون مرتيوس
- Attalea geraensis جواو باربوسا رودريغز
- بوتية leiospatha (جواو باربوسا رودريغز) أدواردو بيكاري
- Butia paraguayensis (جواو باربوسا رودريغز) ليبرتي هايد بيلي
- موريتة flexuosa كارولوس لينيوس الابن
- Mauritia vinifera كارل فريدريش فيليب فون مرتيوس

## الفصيلةالنجمية
- Achyrocline satureioides (جان باتيست لامارك) أوغستان بيرام دو كندول
- Adenosthema viscosum يوهان راينهولد فورستر
- Aspilia latissima Malme
- بكاريس dracunculifolia أوغستان بيرام دو كندول
- Baccharis trimera أوغستان بيرام دو كندول
- حسيكة (نبات) gardneri جون غيلبرت بيكر
- Eremanthus goyazensis Sch. Bip.
- Eremanthus mattogrossensis أوتو كونتزه
- Eremanthus sphaerocephalus (أوغستان بيرام دو كندول) جون غيلبرت بيكر
- Piptocarpha rotundifolia (كريستيان فريدريش ليسنغ) جون غيلبرت بيكر
- Vanillosmopsis erythropappa (أوغستان بيرام دو كندول) Sch. Bip.
- Vanillosmopsis polycephala (أوغستان بيرام دو كندول) Sch. Bip.
- فرنونية brasiliana (كارولوس لينيوس) جورج كلاريدج دروس
- Vernonia ferruginea كريستيان فريدريش ليسنغ
- Vernonia florida جورج غاردنر
- Vernonia polyanthes (كورت سبرنغل) كريستيان فريدريش ليسنغ
- Vernonia rubriramea كارل فريدريش فيليب فون مرتيوس ex أوغستان بيرام دو كندول
- Vernonia ruficoma ديدريش فون شلكتندال

## طرثثيات
- Helosia brasiliensis هنريش فيلهلم شوت et ستفان فريدرش إندليشر
- Langsdorffia hypogea كارل فريدريش فيليب فون مرتيوس

## بغونيات
- بيغونيا cucullata هبيوليتو رويز لوبيز ex ألفونس بيرام دو كندول
- Begonia fischeri كريستوف فردريش أوتو et ألبرت غوتفريد ديتريش
- Begonia leptophylla Taub.
- Begonia lobata هنريش فيلهلم شوت

## الفصيلةالبنيونية
- Anemopaegma arvense (خوسيه ماريانو دي كونسيساو فيلوزو) Stellf. ex Souza
- Anemopaegma chamberlaynii var. tenerius جان باتيست لامارك
- Anemopaegma glaucum كارل فريدريش فيليب فون مرتيوس ex أوغستان بيرام دو كندول
- Anphilophium aff. paniculatum (كارولوس لينيوس) كارل سيغيسموند كونث
- Arrabidaea brachypoda (أوغستان بيرام دو كندول) Bureau et كارل موريتز شومان
- Arrabidaea florida أوغستان بيرام دو كندول
- Arrabidaea pulchra Bureau
- Cybistax antisyphillitica كارل فريدريش فيليب فون مرتيوس
- Handroanthus albus
- جكراندة جكراندة برازيلية كريستيان هندريك برسون
- Jacaranda caroba (خوسيه ماريانو دي كونسيساو فيلوزو) أوغستان بيرام دو كندول
- Jacaranda decurrens أدلبرت فون كاميسو
- جكراندة مقرمزة أنطونيو لويز دا سيلفا مانسو
- تابوبيا ذهبية جورج بنتام et جوزيف دالتون هوكر ex سبنسر لي مارشنت مور
- Tabebuia avellanedae Lorentz ex أوغست غريسباخ
- تابوبيا ذهبية (كارل فريدريش فيليب فون مرتيوس) Bureau
- تابوبيا مغراء (أدلبرت فون كاميسو) بول كاربنتر ستاندلي
- Tabebuia roseo-alba (هنري نيكولاس ريدلي) Sandw.
- Tabebuia serratifolia (مارتن فاهل) Nichols.
- Zeyhera digitalis (خوسيه ماريانو دي كونسيساو فيلوزو) Hoehne
- Zeyhera montana كارل فريدريش فيليب فون مرتيوس
- Zeyhera tuberculosa (خوسيه ماريانو دي كونسيساو فيلوزو) Bureau

## الفصيلةالبكسية
- Cochlospermum regium (كارل فريدريش فيليب فون مرتيوس) روبرت كنود فريدريش بيلجر

## الفصيلةالبومباكساوية
- دعس campestre (كارل فريدريش فيليب فون مرتيوس et جوزيف غيرهارد زوكاريني) كارل موريتز شومان
- Bombax gracilipes كارل موريتز شومان
- Bombax pubescens كارل فريدريش فيليب فون مرتيوس et جوزيف غيرهارد زوكاريني
- Eriotheca gracilipes (كارل موريتز شومان) A. Robyns
- Eriotheca pubescens (كارل فريدريش فيليب فون مرتيوس et جوزيف غيرهارد زوكاريني) A. Robyns
- Pseudobombax grandiflorum (أنطونيو خوسيه كافانيليس) A. Robyns
- Pseudobombax longiflorum (كارل فريدريش فيليب فون مرتيوس et جوزيف غيرهارد زوكاريني) A. Robyns

## حمحمية
- سبستان sellowiana أدلبرت فون كاميسو
- Cordia trichotoma (خوسيه ماريانو دي كونسيساو فيلوزو) Arráb. ex إرنست غوتليب ستودل

## الفصيلةالبروميلية
- أكمية أكمية دستيكانثا شارل أنطوان لومير
- أناناس (جنس) أناناس (جون غيلبرت بيكر) L.B.Smith
- بروميليا بروميليا بالنسية Mez

## الفصيلةالبخورية
- Protium almecega March.
- Protium heptaphyllum (جان بابتيست كريستوفر فوسيه أوبليه) March.
- Protium widgrenii هاينريش غوستاف أدولف إنغلر

## بقماوات
- Acosmium dasycarpum (يوليوس رودولف تيودور فوجل) Yak.
- Acosmium subelegans (Molembr.) Yak.
- Apuleia leiocarpa (يوليوس رودولف تيودور فوجل) Macbr.
- بوهينيا bongardi إرنست غوتليب ستودل
- Bauhinia forficata يوهان هاينريش فردريش لينك
- Bauhinia holophylla إرنست غوتليب ستودل
- Bauhinia rufa إرنست غوتليب ستودل
- Chamaecrista campestris (جورج بنتام) هوارد صموئيل إروين et روبرت تشارلز بارنيبي
- Chamaecrista cathartica (كارل فريدريش فيليب فون مرتيوس) هوارد صموئيل إروين et روبرت تشارلز بارنيبي
- Chamaecrista desvauxii (Collad.) Killip. var. glauca (Harsl) هوارد صموئيل إروين et روبرت تشارلز بارنيبي
- Chamaecrista desvauxii (Collad.) Killip. var. langsdorffii (كارل سيغيسموند كونث ex يوليوس رودولف تيودور فوجل) هوارد صموئيل إروين et روبرت تشارلز بارنيبي
- Chamaecrista desvauxii (Collad.) Killip. var. mollissima (جورج بنتام) هوارد صموئيل إروين et روبرت تشارلز بارنيبي
- Chamaecrista flexuosa (كارولوس لينيوس) إدوارد لي غرين
- Chamaecrista setosa (يوليوس رودولف تيودور فوجل) هوارد صموئيل إروين et روبرت تشارلز بارنيبي
- كبية elliptica كارل فريدريش فيليب فون مرتيوس
- Copaifera langsdorfii رينيه لويش ديفونتين
- Copaifera oblongifolia كارل فريدريش فيليب فون مرتيوس
- Copaifera officinalis خوسيه ماريانو دي كونسيساو فيلوزو
- Dimorphandra exaltata هنريش فيلهلم شوت
- Dimorphandra mollis جورج بنتام
- Diptychandra aurantiaca (كارل فريدريش فيليب فون مرتيوس) Tul.
- Diptychandra glabra جورج بنتام
- Hymenaea stigonocarpa كارل فريدريش فيليب فون مرتيوس
- Sclerolobium aureum (Tul.) جورج بنتام
- Sclerolobium paniculatum يوليوس رودولف تيودور فوجل
- سنا bicapsularis كارولوس لينيوس
- Senna macranthera (Colladon) هوارد صموئيل إروين et روبرت تشارلز بارنيبي
- Senna rugosa (جورج دون) هوارد صموئيل إروين et روبرت تشارلز بارنيبي
- Senna sylvestris (خوسيه ماريانو دي كونسيساو فيلوزو) هوارد صموئيل إروين et روبرت تشارلز بارنيبي var. bifaria هوارد صموئيل إروين & روبرت تشارلز بارنيبي

## الفصيلةالكاريوكار ية
- كاريوكار كاريوكار برازيلي Cambess.

## الفصيلةالحرابية
- Austroplenckia populnea (Reissek ex كارل فريدريش فيليب فون مرتيوس) Lundell

## لثاتيات
- لثاة brasiliensis أدلبرت فون كاميسو et ديدريش فون شلكتندال
- Clethra scabra كريستيان هندريك برسون

## الفصيلةالكلوزية
- Kielmeyera coriacea كارل فريدريش فيليب فون مرتيوس & جوزيف غيرهارد زوكاريني

## الفصيلةالقمبريطية
- هليلج argentea كارل فريدريش فيليب فون مرتيوس et جوزيف غيرهارد زوكاريني
- Terminalia brasiliensis (Chambess.) آوغست فلهيلم آيشلر
- Terminalia fagifolia كارل فريدريش فيليب فون مرتيوس et جوزيف غيرهارد زوكاريني

## الفصيلةالكونارية
- كونار شبه مسنن الحوافي جول أميل بلانشون
- كونار رغنيلي هانز كونراد شلنبرغر

## الفصيلةالديلنية
- Curatella americana كارولوس لينيوس

## الفصيلةالإبنوسية
- تين كاكي hispida أوغستان بيرام دو كندول
- Diospyros sericea أوغستان بيرام دو كندول

## كوكيات
- حمري الخشب ambiguum أوغسطين سان-هيلير
- Erythroxylum campestre أوغسطين سان-هيلير
- Erythroxylum cuneifolium (كارل فريدريش فيليب فون مرتيوس) O.E.Schulz
- Erythroxylum deciduum أوغسطين سان-هيلير
- Erythroxylum pelleterianum أوغسطين سان-هيلير
- Erythroxylum suberosum أوغسطين سان-هيلير
- Erythroxylum tortuosum كارل فريدريش فيليب فون مرتيوس

## الفصيلةالفربيونية
- Actinostemon conceptionis (روبرت هيبوليت شودات & Hassler) Pax.
- Alchornea triplinervia (كورت سبرنغل) يوهانس مولر أرغوفيانس
- كروتون floribunduns كورت سبرنغل
- Croton lobatus كارولوس لينيوس
- منهوط caerulescens يوهان بابتيست إمانويل بوهل
- Manihot tripartita يوهانس مولر أرغوفيانس
- Pera glabrata (هنريش فيلهلم شوت) لويس أنطوان فرانسوا بايلون
- Pera obovata لويس أنطوان فرانسوا بايلون

## فولاوات
- إسكينومين  [لغات أخرى]‏ selloi يوليوس رودولف تيودور فوجل
- Amburana claudii (Fr.All.) A.C.Smith
- أنديرة cf. anthelmia (خوسيه ماريانو دي كونسيساو فيلوزو) Macbr.
- أنديرة قصيرة جورج بنتام
- أنديرة قصيرة كارل فريدريش فيليب فون مرتيوس ex جورج بنتام
- أنديرة عزلاء (W.Wright) أوغستان بيرام دو كندول
- Acosmium subelegans (Mohlenbr.) غينادي بافلوفيتش ياكوفليف
- أراكيس pintoi أنطونيو كربوفيكاس & W.C.Gregory
- بوديشيا virgilioides كارل سيغيسموند كونث
- Camptosema ellipticum (نيكيز أوغست ديفو) Burkart
- Centrosema pubescens جورج بنتام
- ساسم miscolobium جورج بنتام
- Dalbergia violaceae (يوليوس رودولف تيودور فوجل) Malme
- Dipteryx alata يوليوس رودولف تيودور فوجل
- حمرية حمرية ربيعية كارل فريدريش فيليب فون مرتيوس
- Machaerium aculeatum Raddi
- Machaerium acutifolium يوليوس رودولف تيودور فوجل
- Machaerium brasiliense يوليوس رودولف تيودور فوجل
- Machaerium nictitans (خوسيه ماريانو دي كونسيساو فيلوزو) جورج بنتام
- Machaerium opacum يوليوس رودولف تيودور فوجل
- Machaerium scleroxylon Tull.
- Machaerium villosum يوليوس رودولف تيودور فوجل
- Ormosia arborea (خوسيه ماريانو دي كونسيساو فيلوزو) Harms.
- Platypodium elegans يوليوس رودولف تيودور فوجل
- Pterodon polygaeflorus جورج بنتام
- Pterodon pubescens جورج بنتام

## Flacourtiaceae[تحقق من المصدر]
- Casearia arborea (لويس ريتشارد) إغناتز أوربان
- Casearia decandra نيكولاس جوزيف فون جاكوين
- Casearia grandiflora أوغسطين سان-هيلير
- Casearia lasiophylla آوغست فلهيلم آيشلر
- Casearia obliqua كورت سبرنغل
- Casearia silvestris Schwartz

## كلوزية (فصيلة)
- Calophyllum brasiliense Cambess.
- Kielmeyera coriacea (كورت سبرنغل) كارل فريدريش فيليب فون مرتيوس
- Kielmeyera rubriflora Cambess.
- Kielmeyera variabilis (كورت سبرنغل) كارل فريدريش فيليب فون مرتيوس

## أبقراطيات
- Salacia campestris ولهلم غرهارد والبرس
- Salacia crassiflora (كارل فريدريش فيليب فون مرتيوس) Peyr.
- Salacia micrantha (كارل فريدريش فيليب فون مرتيوس) Peyr.

## الفصيلةالإيكاسينية
- Emmotum nitens (جورج بنتام) جون ميرز

## الفصيلةالشفوية
- نعناع دغلي cana يوهان بابتيست إمانويل بوهل ex جورج بنتام
- Hyptis crinita جورج بنتام

## الفصيلةالغارية
- Aiouea trinervea كارل مايسنر
- بيارو cuspidata Ness et كارل فريدريش فيليب فون مرتيوس ex كريستيان غوتفرايد فون دانيال نيس إيزنبيك
- Nectandra lanceolata كريستيان غوتفرايد فون دانيال نيس إيزنبيك
- أوكوتة acutifolia (كريستيان غوتفرايد فون دانيال نيس إيزنبيك) Mez
- Ocotea corymbosa Mez
- Ocotea minarum كارل فريدريش فيليب فون مرتيوس ex كريستيان غوتفرايد فون دانيال نيس إيزنبيك
- Ocotea pulchella كارل فريدريش فيليب فون مرتيوس
- Ocotea velutina كارل فريدريش فيليب فون مرتيوس
- برساء برساء إجاصية الأوراق كريستيان غوتفرايد فون دانيال نيس إيزنبيك et كارل فريدريش فيليب فون مرتيوس

## الفصيلةاللوسيتية
- Cariniana estrellensis (Raddi) أوتو كونتزه

## الفصيلةاللوغانية
- Antonia ovata يوهان بابتيست إمانويل بوهل
- إسطركن brasiliensis (كورت سبرنغل) كارل فريدريش فيليب فون مرتيوس
- Strychnos pseudoquina أوغسطين سان-هيلير

## الفصيلةالخثرية
- Lafoensia pacari أوغسطين سان-هيلير
- Lafoensia replicata يوهان بابتيست إمانويل بوهل

## الفصيلةالملبيغية
- Banisteriopsis adenopoda (أدريان-هنري دو جوسيو) B.Gates
- Banisteriopsis campestris (أدريان-هنري دو جوسيو) Settle
- Banisteriopsis pubipetala (أدريان-هنري دو جوسيو) خوسيه كوتريكاساس
- Byrsonima basiloba أدريان-هنري دو جوسيو
- Byrsonima coccolobifolia (كورت سبرنغل) كارل سيغيسموند كونث
- Byrsonima coriacea (كارولوس لينيوس) كارل سيغيسموند كونث
- Byrsonima crassa Nied.
- Byrsonima crassifolia (كارولوس لينيوس) كارل سيغيسموند كونث
- Byrsonima cydonaefolia أدريان-هنري دو جوسيو
- Byrsonima intermedia أدريان-هنري دو جوسيو
- Byrsonima subterranea Brade et Markgr.
- Byrsonima verbascifolia (كارولوس لينيوس) لويس ريتشارد ex أدريان-هنري دو جوسيو

## ثغريات سوداء
- Acisanthera alsinaefolia (أوغستان بيرام دو كندول) Triana
- ميكونية  [لغات أخرى]‏ albicans (ألوف بيتر سوارتز) Triana
- Miconia candolleana Triana
- Miconia chamissois Naud.
- Miconia cinerascens فردريش أنطون ميكيل
- Miconia fallax أوغستان بيرام دو كندول
- Miconia langsdorffii سيلاستان ألفريد كونيو
- Miconia ligustroides (أوغستان بيرام دو كندول) Naud.
- Miconia macothyrsa جورج بنتام
- Miconia minutiflora أوغستان بيرام دو كندول
- Miconia paulensis Naud.
- Miconia pepericarpa أوغستان بيرام دو كندول
- Miconia pohliana سيلاستان ألفريد كونيو
- Miconia rubiginosa (إميه جاك بونبلان) أوغستان بيرام دو كندول
- Miconia sellowiana Naud.
- Miconia stenostachya أوغستان بيرام دو كندول
- Miconia theezans (Bom.) سيلاستان ألفريد كونيو

## الفصيلةالأزدرختية
- أريز خوسيه ماريانو دي كونسيساو فيلوزو
- سيدريلا أودوراتا كارولوس لينيوس
- Cabralea cangerana Sald.
- Cabralea polytricha أنطوان لوران دو جوسيو
- Tapirira guianensis جان بابتيست كريستوفر فوسيه أوبليه
- Tapirira marchandii هاينريش غوستاف أدولف إنغلر

## سنطاوات
- الأكاسيا paniculata كارل لودفيغ فيلدينوف
- Acacia plumosa Lowe.
- Acacia polyphylla أوغستان بيرام دو كندول
- Anadenanthera falcata (جورج بنتام) Speg.
- Anadenanthera macrocarpa (جورج بنتام) Brenan
- Calliandra macrocephala جورج بنتام
- انترولوبيم gummiferum (كارل فريدريش فيليب فون مرتيوس) جيمس فرنسيس مأكبرايد
- ميموزا acerba جورج بنتام
- Mimosa chaetosphera Barn.
- Mimosa debilis ألكسندر فون هومبولت et إميه جاك بونبلان
- Mimosa laticifera Rizzini et N.F.Mattos
- Mimosa leptocaulis جورج بنتام
- Platymenia reticulata جورج بنتام
- Stryphnodendron adstringens (كارل فريدريش فيليب فون مرتيوس) Coville
- Stryphnodendron obovatum جورج بنتام
- Stryphnodendron polyphyllum جورج بنتام

## الفصيلةالتوتية
- Brosimum gaudichaudii Trecul
- جرومة pachystachia Trecul

## الفصيلةالمرسينية
- Cybianthus detergens كارل فريدريش فيليب فون مرتيوس
- كتمة ferruginea (ألوف بيتر سوارتز) روبرت براون ex Roem & يوزف أوغست شولتس
- Myrsine umbellata كارل فريدريش فيليب فون مرتيوس
- Rapanea ferruginea (هبيوليتو رويز لوبيز et خوسيه أنطونيو بافون) Mez
- Rapanea guianensis (جان بابتيست كريستوفر فوسيه أوبليه) أوتو كونتزه
- Rapanea lancifolia (كارل فريدريش فيليب فون مرتيوس) Mez
- Rapanea oblonga يوهان بابتيست إمانويل بوهل
- Rapanea umbellata (كارل فريدريش فيليب فون مرتيوس) Mez

## الفصيلةالآسية
- زهرة قلنسوية clusiaefolia أوتو كارل بيرغ
- Calyptranthes lucida كارل فريدريش فيليب فون مرتيوس ex أوغستان بيرام دو كندول
- Campomanesia adamantium كارل لودفيغ بلوم
- Campomanesia pubescens (أوغستان بيرام دو كندول) أوتو كارل بيرغ
- Campomanesia velutina (Cambess.) أوتو كارل بيرغ
- يوجينة aurata أوتو كارل بيرغ
- Eugenia bimarginata أوغستان بيرام دو كندول
- Eugenia blastantha (أوتو كارل بيرغ) D.Legrand
- Eugenia cerasiflora فردريش أنطون ميكيل
- Eugenia dysenterica أوغستان بيرام دو كندول
- Eugenia hiemalis Cambess.
- Eugenia klotzschiana أوتو كارل بيرغ
- Eugenia kunthiana أوغستان بيرام دو كندول
- Eugenia livida أوتو كارل بيرغ
- Eugenia pitanga (أوتو كارل بيرغ ex كارل فريدريش فيليب فون مرتيوس) Kiaersk.
- Eugenia pluriflora كارل فريدريش فيليب فون مرتيوس
- Eugenia punicifolia (كارل سيغيسموند كونث) أوغستان بيرام دو كندول
- Eugenia racemulosa أوتو كارل بيرغ
- يوجينة أوروغوانية Cambess.
- Myrcia albo-tomentosa أوغستان بيرام دو كندول
- Myrcia bella Cambess.
- Myrcia castrensis (أوتو كارل بيرغ) D.Legrand
- Myrcia fallax أوغستان بيرام دو كندول
- Myrcia formosiana أوغستان بيرام دو كندول
- Myrcia guayavaefolia أوتو كارل بيرغ
- Myrcia laruotheana Cambess.
- Myrcia lasiantha أوغستان بيرام دو كندول
- Myrcia lingua O.Berg. Mattos et D.Legrand
- Myrcia multiflora (جان باتيست لامارك) أوغستان بيرام دو كندول
- Myrcia pallens أوغستان بيرام دو كندول
- Myrcia pruniflora أوغستان بيرام دو كندول
- Myrcia rostrata أوغستان بيرام دو كندول
- Myrcia sphaerocarpa أوغستان بيرام دو كندول
- Myrcia tomentosa أوغستان بيرام دو كندول
- Myrcia uberavensis أوتو كارل بيرغ
- Myrcia venulosa أوغستان بيرام دو كندول
- عرتن ciliolata أوتو كارل بيرغ
- Myrciaria delicatula أوتو كارل بيرغ
- جوافة australe Cambess.
- Psidium cinereum كارل فريدريش فيليب فون مرتيوس
- Psidium incanescens كارل فريدريش فيليب فون مرتيوس

## بسباسية
- Virola sebifera جان بابتيست كريستوفر فوسيه أوبليه

## الفصيلةالشبية
- Neea theifera Oerst.
- حوقم campestris Netto
- Pisonia tomentosa Casar.

## الفصيلةالسحلبية
- معتلي الشجر secundum نيكولاس جوزيف فون جاكوين

## الفصيلةالأوكنية
- Ouratea castanaefolia هاينريش غوستاف أدولف إنغلر
- Ouratea floribunda (أوغسطين سان-هيلير) هاينريش غوستاف أدولف إنغلر
- Ouratea nana (أوغسطين سان-هيلير) هاينريش غوستاف أدولف إنغلر
- Ouratea spectabilis (كارل فريدريش فيليب فون مرتيوس) هاينريش غوستاف أدولف إنغلر

## Opiliaceae
- Agonandra brasiliensis جورج بنتام et جوزيف دالتون هوكر

## آلامية (فصيلة)
- زهرة الآلام kermesina Link & Otto (=Passiflora raddiana DC.)

## الفصيلةالمغزرية
- Bredemeyra floribunda كارل لودفيغ فيلدينوف

## الفصيلةالبروطية
- Roupala brasiliensis يوهان فريدريش كلوتش
- Roupala gardneri كارل مايسنر
- Roupala heterophylla يوهان بابتيست إمانويل بوهل
- Roupala lucens كارل مايسنر
- Roupala montana جان بابتيست كريستوفر فوسيه أوبليه

## الفصيلةالفوية
- Alibertia concolor (أدلبرت فون كاميسو) كارل موريتز شومان
- Alibertia edulis (L.C. Rich.) A.C. Rich.
- Alibertia macrophylla كارل موريتز شومان
- Alibertia sessilis (أدلبرت فون كاميسو) كارل موريتز شومان
- Amaioua guianensis جان بابتيست كريستوفر فوسيه أوبليه
- Borreria latifolia (جان بابتيست كريستوفر فوسيه أوبليه) كارل موريتز شومان var. latifolia f. fockeana (فردريش أنطون ميكيل) Steyerm.
- Rustia formosa (أدلبرت فون كاميسو et ديدريش فون شلكتندال) يوهان فريدريش كلوتش
- Tocoyema formosa (أدلبرت فون كاميسو et ديدريش فون شلكتندال) كارل موريتز شومان

## الفصيلةالسذابية
- Dictyoloma inanescens أوغستان بيرام دو كندول
- فاغرة hiemale أوغسطين سان-هيلير
- Zanthoxylum rhoifolium جان باتيست لامارك

## الفصيلةالصابونية
- Cupania zanthoxylloides Cam.
- Dilodendron bipinnatum لودفيغ أدولف تيموثيوس ردلكوفر
- Magonia glabrata أوغسطين سان-هيلير
- Magonia pubescens أوغسطين سان-هيلير

## الفصيلةالسبوتية
- كريزوفيلوم marginatum (ويليام هوكر et جورج آرنوت ووكر-آرنوت) لودفيغ أدولف تيموثيوس ردلكوفر
- Pouteria ramiflora لودفيغ أدولف تيموثيوس ردلكوفر
- Pouteria torta لودفيغ أدولف تيموثيوس ردلكوفر

## الفصيلةالباذنجانية
- ملكة الليل lanceolatum جون ميرز
- Cestrum sendtnerianum كارل فريدريش فيليب فون مرتيوس ex Sendtn.
- مغد concinnum هنريش فيلهلم شوت ex Sendtn.
- Solanum granuloso-leprosum ميشال فيليكس دونال
- Solanum inaequale خوسيه ماريانو دي كونسيساو فيلوزو
- Solanum lycocarpum أوغسطين سان-هيلير
- باذنجان عنقودي كارولوس لينيوس
- Solanum sisymbrifolium جان باتيست لامارك

## الفصيلةالإصطركية
- إصطرك (جنس) camporum يوهان بابتيست إمانويل بوهل
- Styrax ferrugineus Ness et كارل فريدريش فيليب فون مرتيوس
- Styrax martii Seub.
- Styrax pohlii ألفونس بيرام دو كندول

## لطريات
- لطر celastrinea كارل فريدريش فيليب فون مرتيوس ex فردريش أنطون ميكيل
- Symplocos lanceolata (كارل فريدريش فيليب فون مرتيوس) A. DC.
- Symplocos nitens (يوهان بابتيست إمانويل بوهل) جورج بنتام
- Symplocos platyphylla (يوهان بابتيست إمانويل بوهل) جورج بنتام
- Symplocos pubescens يوهان فريدريش كلوتش ex جورج بنتام
- Symplocos tenuifolia Brand.
- Symplocos uniflora جورج بنتام

## زيزفونيات
- Apeiba tibourbou جان بابتيست كريستوفر فوسيه أوبليه
- جوازوما  [لغات أخرى]‏ ulmifolia جان باتيست لامارك
- Luehea candicans كارل فريدريش فيليب فون مرتيوس
- Luehea divaricata كارل فريدريش فيليب فون مرتيوس
- Luehea grandiflora كارل فريدريش فيليب فون مرتيوس
- Luehea paniculata كارل فريدريش فيليب فون مرتيوس
- Luehea rufescens أوغسطين سان-هيلير
- Luehea uniflora أوغسطين سان-هيلير

## الفصيلةاللويزية
- ثخرط lhotskiana أدلبرت فون كاميسو
- Aegiphila sellowiana أدلبرت فون كاميسو
- Aegiphila tomentosa أدلبرت فون كاميسو

## الفصيلةالفوتشية
- Callisthene minor كارل فريدريش فيليب فون مرتيوس
- Qualea cordata كورت سبرنغل
- Qualea dichotoma (كارل فريدريش فيليب فون مرتيوس) يوجينيوس وارمينغ
- Qualea glauca يوجينيوس وارمينغ
- Qualea grandifloa كارل فريدريش فيليب فون مرتيوس
- Qualea multiflora كارل فريدريش فيليب فون مرتيوس
- Qualea parviflora كارل فريدريش فيليب فون مرتيوس
- Salvestia convallariodora أوغسطين سان-هيلير
- فوتشي cinnamomea يوهان بابتيست إمانويل بوهل
- Vochysia discolor يوجينيوس وارمينغ
- Vochysia elliptica كورت سبرنغل كارل فريدريش فيليب فون مرتيوس
- Vochysia rufa كورت سبرنغل كارل فريدريش فيليب فون مرتيوس
- Vochysia thyrsoidea يوهان بابتيست إمانويل بوهل
- Vochysia tucanorum (كورت سبرنغل) كارل فريدريش فيليب فون مرتيوس